# Renato Giammarioli
Renato Giammarioli, född 23 mars 1995, är en italiensk rugby union-spelare. Hans position är Flanker och han spelar för Zebre Rugby i Parma, Italien. 